# 女検視官・江夏冬子
『女検視官・江夏冬子』（おんなけんしかん えなつふゆこ）は、山村美紗の推理小説のシリーズ。またそのテレビドラマ化作品。

## 概要
東大法学部を卒行した29歳の美人女性検視官・江夏冬子が京都府警捜査一課に赴任し、活躍するミステリー小説のシリーズ。

## 書誌情報
- 京都殺人地図（1980.10）
  - 収録作：少女は密室で死んだ，偽装の殺人現場，消えた配偶者，水仙の花言葉は死，几帳面な殺人者，溺れた女，首のない死体，骨の証言
- 扇形のアリバイ（1984.5）
- 京都二年坂殺人事件（1987.8）
- 京都清水坂殺人事件（1988.8）
- 長崎殺人物語（1991.9）
- 故人の縊死により（1992.11）
- 寒がりの死体（1994.10）
- 宮崎旅行の殺人（1996.9）

## テレビドラマ

### 真野あずさ版
『水仙の花言葉は死』と『骨の証言』は1990年にフジテレビ系「月曜サスペンスシリーズ」（関西テレビ制作）で放送された「京都殺人地図」収録作を原作とするテレビドラマ。主演は真野あずさ。
1作目『水仙の花言葉は死』は「山村美紗サスペンス」の1作で1990年4月23日放送。サブタイトルは「洛中洛外花ごよみ」もしくは「京都花ごよみ殺人 洛中洛外花ごよみ」。もしくは「洛中洛外花ごよみ図殺人」。
2作目『骨の証言』は「現代推理サスペンス」の1作で1990年12月17日放送。サブタイトルは「代理旅行が死の始まり」。

#### キャスト
- 江夏冬子 - 真野あずさ
- 橋本警部 - 高橋長英
- 山村紅葉
- 山内としお

1作目のみ
- 真木洋子、島村佳江、井上倫宏、伊庭剛、岡村喜隆、平井靖、小林泉、吉内里美、園英子、田野由紀子、和田智恵

2作目のみ
- 宮下順子、浜村純、山口仁、立原美穂、穂高稔、皆川衆、西園寺幸雄、麻生敬、小林一

#### スタッフ
- 原作 - 山村美紗
- 脚本 - 秋田佐知子（1）、小森名津（2）
- 監督 - 岡屋龍一
- 音楽 - 大島ミチル
- プロデューサー - 田中浩三（松竹）、佐々木康之（京都映画）、岡林可典(KTV)（1）、小川誠(KTV)（2）
- 企画 - 岡林可典(KTV)（2）
- 制作会社 - 京都映画株式会社、松竹株式会社、関西テレビ

### 秋野暢子版
『京都二年坂殺人事件』は1990年11月17日にテレビ朝日系「土曜ワイド劇場」（朝日放送・東宝制作）で放送された「京都二年坂殺人事件」を原作とするスペシャルドラマ。主演は秋野暢子。

### 萬田久子版
『検視官江夏冬子』は1997年から2001年にかけてTBS系「月曜ドラマスペシャル」と「月曜ミステリー劇場」で放送されたテレビドラマシリーズ。主演は萬田久子。

### かたせ梨乃版
『女検視官・江夏冬子』（おんなけんしかん えなつふゆこ）は、2012年から2013年までフジテレビ系「金曜プレステージ」で放送されたスペシャルドラマ。全2回。主演はかたせ梨乃。

#### キャスト

##### 京都府警捜査一課
江夏冬子
演 - かたせ梨乃
検視官。階級は警視正。東京大学出身のキャリア（第1作）。五十嵐家に居候している。
小川亮介
演 - 黄川田将也
階級は警部補。
岩淵政義
演 - 升毅
階級は警部補。
杉原文雄
演 - 高橋英樹
捜査一課長。階級は警部。

##### 京都府警科学捜査研究所
二戸部麗子
演 - 高岡早紀
研究員。父親の章二が検視官を辞職し特別養護老人ホームに入所することになったのは冬子のせいだと思い嫌っている。

##### 五十嵐家
五十嵐千秋
演 - 山村紅葉
冬子の従姉妹。専業主婦。
五十嵐龍一
演 - 山口竜央
千秋の夫。
五十嵐龍太郎
演 - 上村海成
龍一と千秋の息子。
五十嵐恵里香
演 - 新井みゆり
龍一と千秋の娘。

##### その他
二戸部章二
演 - 神山繁
麗子の父。元検視官で冬子の上司だった。特別養護老人ホーム「洛寿園」に入所中。認知症患者だと思われていたが、第2作のラストで認知症のふりをしていることを冬子に告げる。
丘美知子
演 - 菊池麻衣子
特別養護老人ホーム「洛寿園」の介護職員。章二を担当している。
鑑識
演 - 木崎浩之

##### ゲスト
第1作「血だまりの滴」（2012年）
- 元木隆史（東伏見警察署 刑事） - 有山尚宏
- 浅倉陽子（春菜の母・浅倉と再婚） - いしのようこ
- 中川真由美（東伏見病院 看護師） - 朝加真由美
- 上木加代子（清野総合病院 看護師） - 三浦理恵子
- 浅倉春菜（耕太の恋人） - 瓜生美咲（幼少期：新井美羽）
- 中川耕太（中川と真由美の息子・東伏見高等学校 生徒） - 小林優斗
- 浅倉正行（春菜の義父・浅倉医療器具 社長） - 史朗
- 清野功太郎（清野総合病院 院長） - 井上肇
- 中川裕典（真由美の夫・清野総合病院 小児科医・12年前死亡） - 岡田幸樹
- 須藤俊介（インターネットカフェ店員・耕太の中学の同級生） - 清水貴紀
- 松山清美（中川家の隣人・第一発見者） - 元木ちはや
- インターネットカフェ店員 - 小澤葵
- 清野総合病院 受付 - 三浦まゆ
- 代議士 - 高山聖史
- 代議士の妻 - 土屋直子
- 婦警 - 木立美鳥

第2作「復讐の血脈」（2013年）
- 八木真治（京都府警捜査一課 刑事・17年前 拳銃自殺） - 河西健司
- 上川泰子（17年前の鎌田の共犯・スナック「きらら・きらら」経営者） - 前野恵（17年前：山口幸）
- 鎌田幸一（17年前の殺人事件の主犯・17年前 銃殺） - 吉田雄樹
- 菅原美波（優子のアパートの隣人の娘） - 山口朋華
- 佐々井優子（本物の佐々井優子・17年前死亡） - 鈴木瑠華
- 優子のアパート大家 - 工藤時子
- 杉田不動産 社員 - 小田桐一
- 優子の派遣先の社員 - 別当優作
- 高校の職員 - 佐野大輔
- 遠山彩（17年前の鎌田の共犯・派遣社員） - 渡邉享子
- 八木和美（八木の妻・17年前死亡） - 鶴岡いくこ（32年前：上田香織）
- 佐々井優子（派遣社員・本名「八木仁美」） - 酒井美紀（15歳：池田愛）
- 白石太郎（左京警察署 刑事） - 渡辺哲（32年前：二階堂修）

#### スタッフ
- 原作 - 山村美紗
- 脚本 - 岡崎由紀子、瀧川晃代
- 演出 - 榎戸耕史、及川博則
- 警察監修 - 古谷謙一
- 技術協力 - ビデオフォーカス、バル・エンタープライズ
- 音響効果 - サウンドライズ、メディアハウスサウンドデザイン
- 美術協力 - アイ・アール
- フジテレビ編成企画 - 太田大
- プロデューサー - 及川博則（アズバーズ）、神馬由季（アズバーズ / 第2作）
- 制作著作 - アズバーズ

#### 放送日程
| 話数 | 放送日        | サブタイトル | 原作                                                                                            | 脚本       | 演出     |
| ---- | ------------- | ------------ | ----------------------------------------------------------------------------------------------- | ---------- | -------- |
| 1    | 2012年5月11日 | 血だまりの滴 | 「少女は密室で死んだ」 （「女検視官 江夏冬子〜京都殺人地図〜」所収）トクマ・ノベルズ            | 岡崎由紀子 | 榎戸耕史 |
| 2    | 2013年5月24日 | 復讐の血脈   | 「謎の焼死体」 （「女検視官・江夏冬子 京都殺人地図シリーズ 寒がりの死体」所収）トクマ・ノベルズ | 瀧川晃代   | 及川博則 |